# Chungcheongnam-do
Chungcheongnam-do (Zuid-Chungcheong) is een provincie in het westen van Zuid-Korea. De hoofdstad van de provincie is sinds 2012 Hongseong en het bestuurlijk centrum is de voormalige hoofdstad Daejeon. In het noorden grenst de provincie aan Gyeonggi-do, in het oosten aan Chungcheongbuk-do en in het zuiden aan Jeollabuk-do. De provincie ligt aan de Gele Zee. Tot 1895 maakten Chungcheonbuk-do en Chungcheonbuknam-do deel uit van de provincie Chungcheong.
De oppervlakte van de provincie is 8598 km² en het inwoneraantal (2003) 1.930.000, waarmee er 225 inwoners per vierkante kilometer wonen.
In de toekomst zal de regering van Zuid-Korea gedeeltelijk worden verplaatst naar een te ontwikkelen gebied in deze provincie om de stad Seoel wat te ontlasten.
Binnen de provincie liggen vele eilanden en stranden, waardoor toerisme een belangrijke pijler in de plaatselijke economie is geworden. Daarnaast wordt er zeezout geproduceerd, er worden kolen, goud en zilver afgebouwd en de visserij is ook sterk vertegenwoordigd.
Enige historisch interessante bestemmingen zijn: fort Gongsanseong, het graf van Admiraal Yi Sun-sin, fort Heamieupseong, en de plaats van het stoffelijk overschot van Ryu Kwan-sun (de Zuid-Koreaanse Jeanne d'Arc).

## Steden (Si)
- Asan-si (아산시, 牙山市)
- Boryeong-si (보령시, 保寧市)
- Cheonan-si (천안시, 天安市)
- Gongju-si (공주시, 公州市)
- Nonsan-si (논산시, 論山市)
- Seosan-si (서산시, 瑞山市)
- Gyeryong-si (계룡시, 鷄龍市)
- Dangjin-si (당진군, 唐津市)

## Districten (Gun)
- Buyeo-gun (부여군, 扶餘郡)
- Cheongyang-gun (청양군, 青陽郡)
- Geumsan-gun (금산군, 錦山郡)
- Hongseong-gun (홍성군, 洪城郡)
- Seocheon-gun (서천군, 舒川郡)
- Taean-gun (태안군, 泰安郡)
- Yesan-gun (예산군, 禮山郡)